# SV 1911 Niederlahnstein
SV 1911 Niederlahnstein was een Duitse voetbalclub uit Niederlahnstein, een ortsteil van Lahnstein, Rijnland-Palts.

## Geschiedenis
De club werd in 1911 opgericht als FC Deutschland Niederlahnstein. Na de Eerste Wereldoorlog nam de club de naam SV 1911 Niederlahnstein aan. In 1930 promoveerde de club naar de hoogste klasse van de Middenrijncompetitie. Na twee middelmatige noteringen degradeerde de club doordat de competitie werd teruggebracht van twee reeksen naar één reeks.
In 1950 promoveerde de club naar de Amateurliga waar de club speelde tot 1956 toen ze promoveerden naar de II. Oberliga Südwest. Na een middenmootseizoen miste de club op één punt na de promotie achter Sportfreunde Saarbrücken. Het volgende seizoen werd de degradatie net vermeden, maar in 1960 werd de club dan verrassend kampioen en promoveerde naar de Oberliga Südwest, waar ze laatste werden. De club promoveerde onmiddellijk terug naar de Oberliga, maar beleefde daar een rampzalig seizoen en haalde maar 3 punten. Hierna werd de Bundesliga ingevoerd als hoogste klasse waardoor de vijf Oberliga's verdwenen. De Regionalliga werd ingevoerd als tweede klasse en doordat Niederlahnstein in de Oberliga speelde mocht de club hier aantreden, echter verliep dit seizoen bijna even rampzalig als het vorige en de club degradeerde naar de Amateurliga. In 1966 degradeerde de club naar de vierde klasse, maar kon wel na één seizoen terugkeren naar de Amateurliga, waar de club speelde tot ze in 1973 fuseerden met SC Oberlahnstein 09 tot SG Eintracht Lahnstein.